# Râul Valea Arinilor
Râul Valea Arinilor este un curs de apă, afluent al râului Tazlăul Sărat. 